# Jelena Michailovna Nikolajeva
Jelena Michailovna Nikolajeva, född 1936 i Velikije Luki, Ryska SFSR, Sovjetunionen, 
död 2011 i Petrozavodsk, Karelska republiken, Ryssland
var en sovjetisk/rysk poet och översättare.
Bland de priser och hedersbetygelser Nikolajeva fick kan nämnas "Ryska federationens hedrade kulturarbetare" och "Karelska  republikens pristagare" (2001). Från 1988 var hon en medlem av Sovjetunionens författareråd.

## Biografi
Jelena Nikolajeva föddes 1936 in i en musikantfamilj. Under det Stora fosterländska kriget evakuerades hon och familjen till Nordkaukasus 1942 och fem år senare anlände hon till Karelen, där hon gick skola i Sordavala. 
I Petrozavodsk arbetade hon efter en teknisk utbildning i Moskva som: maskinskrivare, laboratorieassistent, säljare, medarbetare på tidningarna Leninskaja Pravda och Komsomolets, samt som chef för poesiavdelningen på tidningen Sever. 
Hennes första publicerade dikt var "Eto stjastie" (Det här är lycka), som publicerades i tidningen Komsomolets 1958. Jelena Nikolajevas verk publicerades i antologier i tidningar som: Neva, Murzilka, Rabotnitsa (Arbeterskan), Sever (Norr) och Punalippa. Hennes första diktsamling hette "Gost iz junosti" (En gäst från ungdomen) och kom ut 1971. 
Nikolajeva är känd som poet både för vuxna och barn. Hennes diktsamling för barn, "Svetljatjki" (Eldflugor), vann 2006 ett litteraturpris i Karelska republiken. 
Som översättare har hon översatt till ryska från karelska, finska, vitryska och ukrainska. Bland de poeter hon har översatt kan nämnas Jakov Rugojev, Nikolaj Laine, Taisto Summanen, Sally Lund och Aku-Kimmo Ripatti.

## Utgivna verk
- 1971 - Гость из юности - Gost iz junosti (Gäst från ungdomen): diktsamling. Petrozavodsk: Karelia.
- 1979 - Желаю тебе добра - Zjelaju tebe dobra (Jag önskar dig väl), diktsamling. Petrozavodsk: Karelia.
- 1984 -  Прятки: стихи для дошкольного возраста - Prjatki: stichi dlja dosjkolnogo vozrasta (Kurragömma: dikter för förskoleåldern). Illustrationer av I. J. Latinskij. - Petrozavodsk: Karelia.
- 1986 - Так же молоды солнце и ветер - Tak zje molody solntse i veter (Solen och vinden är lika gamla). Diktsamling.  Sever. - Petrozavodsk.
- 1986 - Серебряный колодец - Serebrjanyj kolodets (Silverbrunnen). Diktsamling. Petrozavodsk: Karelia.
- 1991 - Поворот судьбы - Povorot sudby (Ödets vändning). Diktsamling. Petrozavodsk: Sever.
- 2001 - Линия судьбы - Linija sudby (Ödets linje). Petrozavodsk: Vladimir Larionovs förlag.
- 2005 - Осталась одна Ляля // Откуда берется мужество : воспоминания петрозаводчан, переживших блокаду и защищавших Ленинград - Ostalas odna Ljalja // Otkuda beretsia muzjestvo : vospominanija petrozavodtjan, perezjivsjich blokadu i zasjtjisjtjavsjich Leningrad (Bara Ljalja blev kvar // Varifrån modet kommer : petrozavodskbors minnen, de som överlevde blockaden och försvarade Leningrad). Petrozavodsk.
- 2008 - Судьба, пожалуйста, храни Sever - Sudba, pozjalujsta, chrani Sever (Snälla ödet, bevara Sever).
- 2008 - Зайка шёл на день рожденья - Zajka sjol na den rozjdenja (Den lilla haren som skulle på födelsedagskalas). Sagobok. Illustrerad av A. N. Trifanova. Petrozavodsk: Skandinavien.